# Ischyropsalis cantabrica
Espèce
Ischyropsalis cantabrica est une espèce d'opilions dyspnois de la famille des Ischyropsalididae.

## Distribution
Cette espèce est endémique de Cantabrie en Espagne. Elle se rencontre à Alfoz de Lloredo, Ruiloba, Cabezón de la Sal et Udías dans des grottes.

## Description
Le mâle holotype mesure 5,01 mm et la femelle paratype 5,58 mm, les mâles mesurent de 5,01 à 5,45 mm et les femelles de 5,56 à 5,81 mm.

## Systématique et taxinomie
Cette espèce a été décrite par Luque et Labrada en 2012.

## Étymologie
Son nom d'espèce lui a été donné en référence au lieu de sa découverte, la Cantabrie.

## Publication originale
- Luque & Labrada, 2012 : « A new cave-dwelling endemic Ischyropsalis C.L. Koch, 1839 (Opiliones: Dyspnoi:Ischyropsalididae) from the karstic region of Cantabria (Spain). » Zootaxa, no 3506, p. 26–42.